# Erich Mende
Pour les articles homonymes, voir Mende.
Erich Mende, né le 28 octobre 1916 à Groß Strehlitz et décédé le 6 mai 1998 à Bonn, est un homme politique ouest-allemand.
Élu président du groupe libéral du Bundestag en 1957, il prend trois ans plus tard la présidence fédérale du Parti libéral-démocrate (FDP). En 1963, il devient vice-chancelier et ministre fédéral des Questions pan-allemandes à la suite de l'arrivée au pouvoir du chrétien-démocrate Ludwig Erhard. Le FDP quitte la coalition au pouvoir trois ans plus tard, et il perd en 1968 la direction du parti au profit de Walter Scheel. Il rejoint l'Union chrétienne-démocrate d'Allemagne (CDU) deux ans plus tard et continue de siéger au Bundestag jusqu'en 1980.

## Jeunesse et formation

### Jusqu'en 1945
Après avoir passé son Abitur en 1936, il accomplit son service du travail puis est enrôlé dans la Wehrmacht, où il sert comme officier de 1939 à 1945. Il est grièvement blessé le troisième jour de la campagne de Pologne. À la fin de sa carrière militaire, il atteint le grade de major et occupe le poste de commandant en second du 102e régiment d'infanterie de la 102e division d'infanterie, en province de Silésie.
En avril 1944, Werner von Bercken le présente à Henning von Tresckow, qui organise la résistance allemande contre Adolf Hitler. Lors de cette brève réunion, Bercken encourage Mende à partager ouvertement son point de vue pessimiste sur l'issue de la guerre. Mende a alors expliqué à Bercken et Tresckow que les dirigeants allemands devaient trouver une solution politique, négocier la paix, car la guerre ne peut pas être gagnée par des moyens militaires.[réf. nécessaire]

### L'Allemagne d'après-guerre
Libéré, il s'installe dans la Ruhr et entreprend alors des études supérieures de droit à Cologne puis Bonn. Il obtient son premier diplôme juridique d'État en 1948, puis un doctorat de droit l'année suivante à l'université de Bonn, où il travaille ensuite comme professeur de sciences politiques.
Il est recruté en 1967 par Investors Overseas Services (IOS), société d'investissements américaine fondée par le financier Bernard Cornfeld et qui fait faillite en 1971, pour occuper le poste de directeur pour l'Allemagne. Il devient trois ans plus tard juriste d'affaires au sein de la firme Bonnfinanz.

## Vie politique

### Les débuts au sein du FDP
Il adhère au Parti libéral-démocrate (FDP) en 1946, bien qu'il ait initialement penché pour l'Union chrétienne-démocrate d'Allemagne (CDU). Il est aussitôt nommé secrétaire de la fédération de Rhénanie-du-Nord-Westphalie, avant d'être désigné en 1947 représentant des Jeunes Démocrates (de) (JD, mouvement de jeunesse du FDP) dans la zone d'occupation britannique en Allemagne. Il fait son entrée au comité directeur fédéral en 1949.

### Au premier plan des libéraux
En 1956, il fait partie des Jungtürken, qui organisent la fin de l'alliance avec la CDU au profit d'une coalition avec les sociaux-démocrates dans le Land de Rhénanie-du-Nord-Westphalie, ce qui conduit à la scission d'une partie des députés et de l'ensemble des ministres fédéraux. Erich Mende est élu quatre ans plus tard président fédéral du FDP. Lors de la campagne pour les élections fédérales de 1961, il affirme que les libéraux refuseront de poursuivre leur alliance avec la CDU si elle est dirigée par le chancelier Konrad Adenauer. Son parti réalise le meilleur score jamais atteint, avec 12,77% des voix. Cependant, devant l'insistance des chrétiens-démocrates, il est obligé d'accepter la réélection d'Adenauer mais refuse d'entrer au gouvernement. En 1962 éclate l'affaire du Spiegel : à l’initiative du ministre fédéral de la Défense et chef de la CSU, Franz Josef Strauß, plusieurs responsables du magazine d’information Der Spiegel  sont illégalement incarcérés. Erich Mende annonce alors le retrait de son parti de la coalition au gouvernement. Il accepte de revenir après un remaniement ministériel du cabinet Adenauer IV, qui comporte le remplacement de Franz Josef Strauß et la démission de Konrad Adenauer à l'automne 1963.

### Député et ministre fédéral
En 1949, il est élu député fédéral de Rhénanie-du-Nord-Westphalie au Bundestag et devient aussitôt coordinateur du groupe FDP. Il perd ce poste en 1951 mais le retrouve dès l'année suivante. Désigné vice-président du groupe en 1953, il en prend la présidence le 15 octobre 1957. Six ans plus tard, le 17 octobre 1963, Erich Mende est nommé vice-chancelier et ministre fédéral des Questions pan-allemandes à la suite du remplacement du chancelier Adenauer par le ministre de l'Économie, Ludwig Erhard. Il est reconduit après les élections de 1965, mais quitte le cabinet, avec l'ensemble des ministres du FDP, le 28 octobre 1966, ce qui conduit à la formation d'une grande coalition CDU/CSU-SPD.

### Finalement, passage à la CDU
Il annonce en janvier 1968 qu'il ne se représente pas à la tête du parti, et il se voit remplacé par l'ancien ministre fédéral et vice-président du Bundestag, Walter Scheel. Il reste toutefois membre du comité directeur fédéral, mais quitte finalement le FDP en octobre 1970 pour rejoindre l'Union chrétienne-démocrate.
Il quitte le groupe parlementaire libéral en 1970, et rejoint celui de l'Union CDU/CSU, pour signifier son opposition aux traités orientaux négociés par la coalition sociale-libérale de Willy Brandt et Walter Scheel. Il se retire de la vie politique en 1980, ayant appartenu au groupe de dix députés membres du Bundestag durant les vingt-cinq premières années de l'Allemagne de l'Ouest.

## Vie privée
Fils d'un conseiller municipal membre du Parti du centre allemand (Zentrum), il est marié et père de quatre enfants, dont une fille. Son fils ainé, Walter, est bourgmestre de Leverkusen sous les couleurs du Parti social-démocrate d'Allemagne (SPD) de 1994 à 1998.